# Ciudad Vieja (Montevideo)
Ciudad Vieja (pl.: Stare Miasto) - barrio (sąsiedztwo lub dzielnica) miasta Montevideo, stolicy Urugwaju, stanowiąca najstarszą część miasta. Położone jest na południe od centrum miasta, na cyplu odgraniczającym Zatokę Montevideo od reszty estuarium La Platy. Znajduje się tu główny port Urugwaju. Przebiegająca tędy Rambla de Montevideo nosi nazwy: Rambla 25 de Agosto de 1825, Rambla Francia oraz Rambla Gran Bretaña.

## Galeria

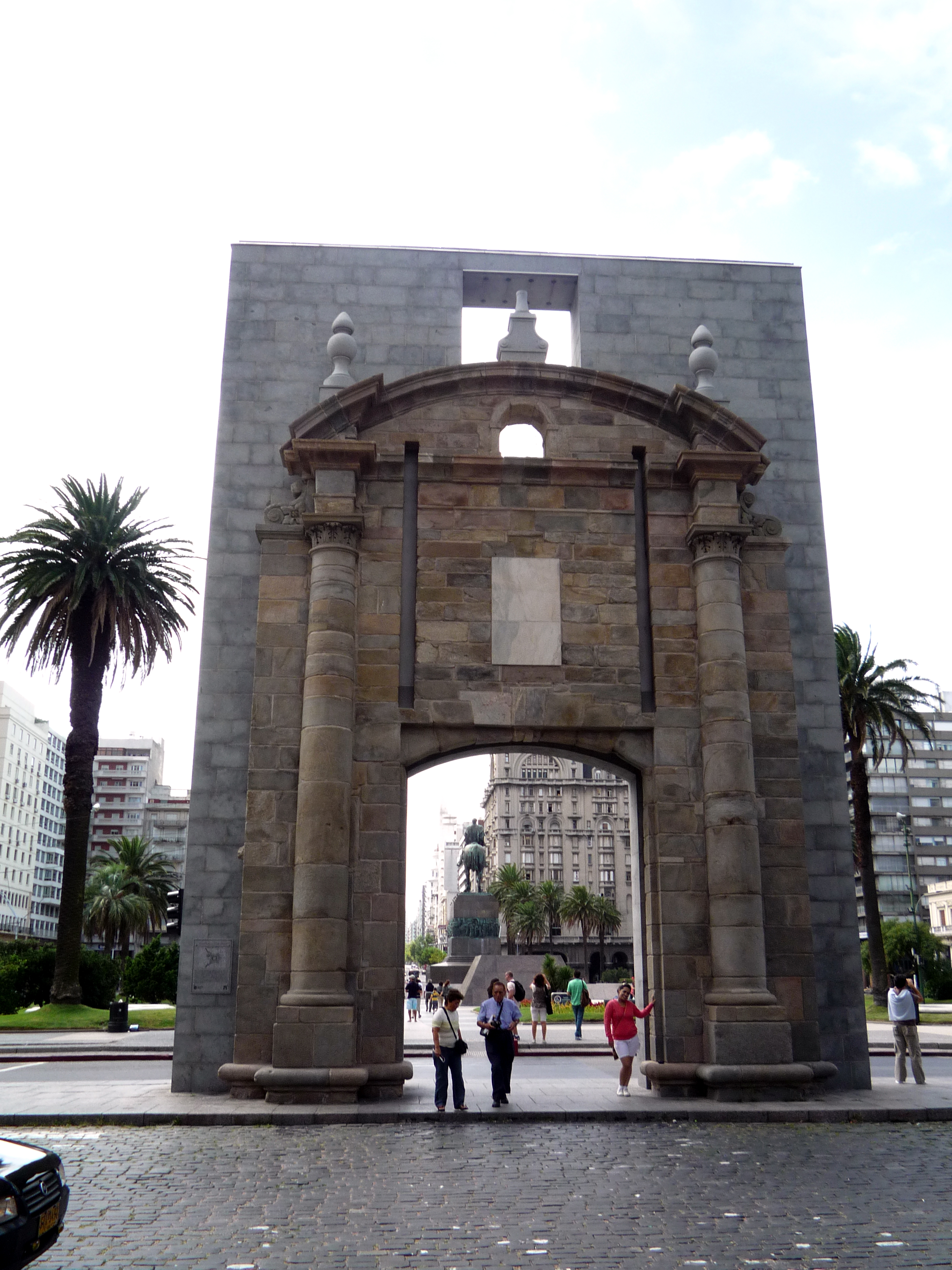
Brama -pozostałość muru obronnego
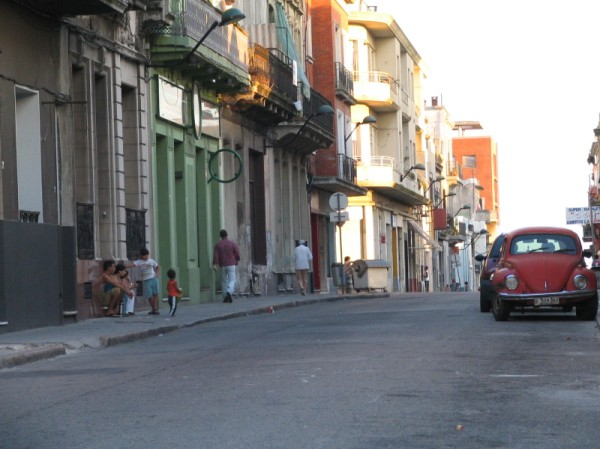
Jedna z ulic
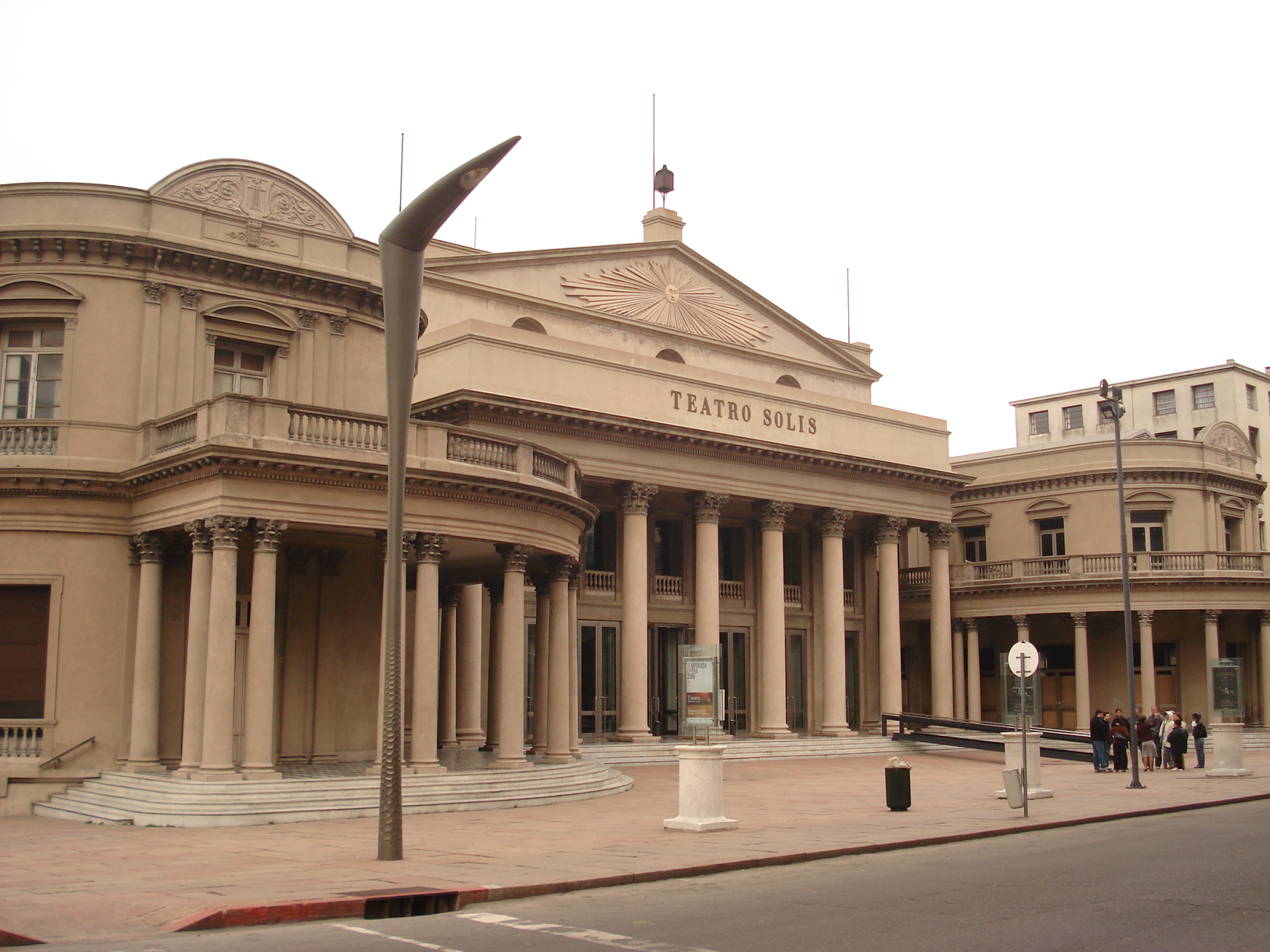
Teatro Solis
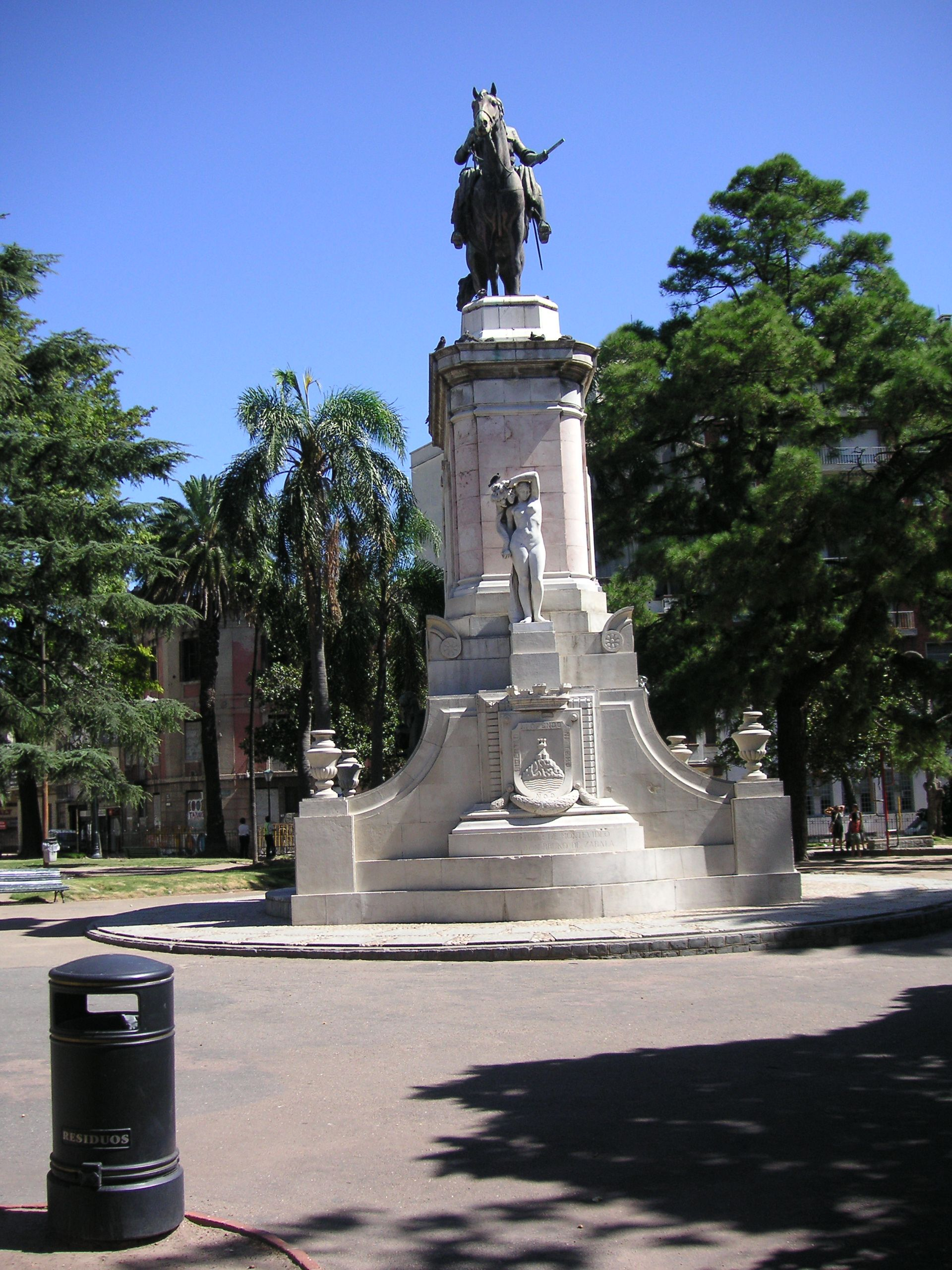
Plaza Zabala